# The Parent Trap (pel·lícula de 1998)
The Parent Trap és una pel·lícula estatunidenca produïda el 1998 i protagonitzada per Lindsay Lohan, Dennis Quaid i Natasha Richardson. És el remake de la pel·lícula homònima del 1961, amb Hayley Mills en el paper principal.

## Trama
Hallie i Annie són dues bessones tan semblants com dues gotes d'aigua que foren separades poc després de néixer a causa del separament dels seus pares (que consistia que mai es tornarien a veure). Les bessones creixen en diferents continents degut als camins divergents que segueixen llurs pares. Hallie (Lindsay Lohan) viu a Napa Valley amb el seu pare, Nick Parker (Dennis Quaid), que és viticultor. Per una altra banda, Annie (Lindsay Lohan) viu a la fascinant ciutat de Londres juntament amb la seva mare, Elizabeth James (Natasha Richardson), una famosa dissenyadora de vestits de núvia. Cap de les dues sap que té una germana bessona, però la mà del destí intervé quan les noies es troben per casualitat en un campament d'estiu a Maine. Abans de tornar juntament amb llurs pares, les noies realitzen un pla per intercanviar-se els papers i així aconseguir reunir-los. Llur plan adquireix proporcions alarmants quan s'adonen que llur pare s'ha enamorat d'una altra dona. És llavors quan les dues bessones realitzen ara un altre pla per aconseguir que llur pare deixi la seva xicota i torni amb Elizabeth, la seva antiga dona. Finalment i després de moltes i moltes "bromes" aconsegueixen que la boda es cancel·li i que els seus pares tornir a estar units.

## Repartiment
- Lindsay Lohan: Hallie Parker i Annie James
- Dennis Quaid: Nick Parker, pare de Hallie i Annie
- Natasha Richardson: Elizabeth "Lizzie" James, mare de Hallie i Annie
- Elaine Hendrix: Meredith Blake
- Lisa Ann Walter: Chessy
- Simon Kunz: Martin
- Polly Holliday: Marva Kulp, Sr.
- Maggie Wheeler: Marva Kulp, Jr., filla i ajudant de Marva Kulp, Sr.
- Ronnie Stevens: Charles James, pare d'Elizabeth
- Joanna Barnes: Vicki Blake, mare de Meredith
- J. Patrick McCormack: Les Blake, pare de Meredith